# 仲台寺
仲台寺（ちゅうだいじ）は、東京都練馬区にある浄土宗の寺院。山号は称念山、本尊は阿弥陀如来。

## 概要
天文年間（1532年～1555年）、称念によって開山された。元々は武蔵国豊島郡田端村（現・東京都北区田端）に位置していた。高台の中間にあったことから「仲（中）台寺」と呼ばれるようになった。一説では、元々は板橋区中台にあり、その後田端に移転したともいわれているが、当寺はその説を否定している。
田端にあった頃は閻魔堂があり、「田端のおえんまさま」と呼ばれていた。また、本尊の阿弥陀如来は伝教大師の作と伝わり「雷よけ阿弥陀」の名前で知られるという。
1945年（昭和20年）の空襲で焼失し、戦後は北区立滝野川第七小学校（現在は北区立田端小学校に統合）開校のために土地を明け渡し、1961年（昭和36年）に現在地に移転した。

## 墓所
- 荒井与左衛門・万吉父子（園芸家）

## 交通アクセス
- 光が丘駅より徒歩15分。